# Детское Евровидение — 2020
Конкурс песни «Детское Евровидение — 2020» (англ. Junior Eurovision Song Contest 2020, пол. Konkurs Piosenki Eurowizji dla Dzieci 2020) — 18-й конкурс песни «Детское Евровидение», который прошел в Варшаве (Польша) после победы Вики Габор с песней "Superhero" на конкурсе 2019 года, проходившем в Гливице, Польша. Этот конкурс стал вторым по счету конкурсом, проходившим в Польше, первый из которых, - конкурс 2019 года.
Валентина Тронель из Франции с песней «J’imagine» первый раз принесла победу своей стране, набрав максимальное количество баллов по результатам интернет-голосования и национального жюри. Также в тройке лидеров оказались Каракат Башанова из Казахстана и Солеа из Испании — второе и третье место соответственно.

## Место проведения
- Польша — После победы Польши в Гливице на конкурсе 2019 года, генеральный директор польского вещателя TVP Яцек Курский заявил, что страна будет проводить конкурс 2020 года[3]. Позже было объявлено, что Варшава примет Детское Евровидение в 2020 году[4].

| Город   | Студия              |
| ------- | ------------------- |
| Краков  | Tauron Arena Kraków |
| Варшава | ATM Studio          |
| Варшава | Transcolor Studio   |
| Варшава | Штаб-квартира TVP   |

### Логотип и слоган
16 мая 2020 года во время шоу «Евровидение: Europe Shine A Light» был представлен логотип и слоган. Слоган — «Move the world!» (в переводе с англ. — «Двигай мир!»). На логотипе изображена планета, раскрашенная в разные цвета. Смысл логотипа и слогана в том, что люди ежедневно выполняют свои обязанности, тем самым, двигают мир.

### Ведущие
7 октября 2020 года, стало известно что Ида Новаковска, Рафал Бжозовский и Малгожата Томашевска станут ведущими Детского Евровидения 2020. Ида Новаковска уже проводила конкурс в прошлом году, и это означает что Ида стала первой ведущей Детского Евровидения, которая смогла стать ведущей два раза подряд. Малгожата Томашевска является польской телеведущей, а Рафал Бжозовский певец и телеведущий.

## Формат
Организаторы заявили, что конкурс должен пройти в онлайн формате, а также продлили срок подачи заявки на конкурс, следовательно некоторые отказавшиеся страны могут вернуться на конкурс в этом году.

## Участники
В 2020 году выступить на «Детском Евровидении» решило рекордно низкое, за последние 7 лет, число стран — двенадцать. На конкурс дебютировала Германия. Рекордное количество стран, а именно Австралия, Албания, Ирландия, Италия, Португалия, Северная Македония и Уэльс отказались от участия из-за пандемии COVID-19. Несмотря на то, что Армения выбрала участника и песню, страна все же сняла свою заявку в последний момент в связи с началом Второй Карабахской войны.
| №  | Страна                  | Исполнитель         | Песня                             | Перевод             | Язык                      | Жюри | Зрители | Место | Баллы |
| -- | ----------------------- | ------------------- | --------------------------------- | ------------------- | ------------------------- | ---- | ------- | ----- | ----- |
| 01 | Германия                | Сьюзан              | «Stronger with You»               | «Сильнее с тобой»   | Немецкий, английский      | 27   | 39      | 12    | 66    |
| 02 | Казахстан               | Каракат Башанова    | «Forever»                         | «Навсегда»          | Казахский, английский     | 83   | 69      | 2     | 152   |
| 03 | Нидерланды              | UNITY               | «Best Friends»                    | «Лучшие друзья»     | Нидерландский, английский | 68   | 64      | 4     | 132   |
| 04 | Сербия                  | Петар Аничич        | «Heartbeat»                       | «Сердцебиение»      | Сербский, английский      | 35   | 50      | 11    | 85    |
| 05 | Беларусь                | Арина Пехтерева     | «Aliens»                          | «Пришельцы»         | Русский, английский       | 73   | 57      | 5     | 130   |
| 06 | Польша (страна-хозяйка) | Ала Трац            | «I’ll Be Standing»                | «Я буду стоять»     | Польский, английский      | 46   | 44      | 9     | 90    |
| 07 | Грузия                  | Сандра Гаделия      | «You Are Not Alone»               | «Ты не одинок»      | Грузинский, английский    | 69   | 42      | 6     | 111   |
| 08 | Мальта                  | Шанель Монсенюр     | «Chasing Sunsets»                 | «Преследуя закаты»  | Английский                | 51   | 49      | 8     | 100   |
| 09 | Россия                  | София Феськова      | «My New Day»                      | «Мой новый день»    | Русский, английский       | 44   | 44      | 10    | 88    |
| 10 | Испания                 | Солеа               | «Palante»                         | «Двигайся»          | Испанский                 | 60   | 73      | 3     | 133   |
| 11 | Украина                 | Александр Балабанов | «Vidkryvai (Open Up)» (Вiдкривай) | «Открывай»          | Украинский, английский    | 52   | 54      | 7     | 106   |
| 12 | Франция                 | Валентина           | «J’imagine»                       | «Я представлю себе» | Французский               | 88   | 112     | 1     | 200   |

## Скандалы и инциденты

### Скандал на российском национальном отборе[8]
После того, как 26 сентября представительницей России объявили Софию Феськову, на академию Игоря Крутого, а также на родителей Софии обрушились шквал негодования и обвинения в накрутке зрительских голосов и подкупе жюри. Мать одного из участников отбора Рутгера Гарехта, для подавляющего большинства людей являвшегося бесспорным фаворитом, Лариса Гарехт, в интервью сказала, что зрительское голосование постоянно сбрасывалось, после того, как её сын лидировал в голосовании.

### Заражение участников на Нидерландском отборе
За несколько часов до начала отбора, у одной из участницы группы Unity и Робин, обнаружили положительный COVID тест, в случае чего Робин была дисквалифицирована, но в качестве компенсации ее назначили глашатаем Нидерландов, а группа Unity не смотря на отсутствие одной из участницы, смогли одержать победу на отборе.

### Отказы стран
Из-за волны COVID-19, некоторые страны отказались от участия, думая, что им придется отправлять участников в Польшу, но EBU заявил о том, что выступления будут записаны в их стране только после оглашения всех участников. Австралийский и Македонский вещатели обвинили EBU в неорганизованости.

### Отказ Армении
Армения подтвердила свое участие и была включена в список участников, опубликованный 8 сентября 2020 года. Однако 27 сентября 2020 года началась Вторая Карабахская война, продолжавшаяся до 11 ноября 2020 года. На момент подписания трехстороннего мирного соглашения между Россией, Арменией и Азербайджаном, статус страны относительно участия был неясен. Вещатель Армении на конкурсе предложил исполнительницу Малену Фокс с песней "Why" (Почему). Окончательно Армения отказалась от участия в конкурсе из-за продолжавшихся массовых протестов, происходивших в стране. Участие Малены Фокс было перенесено на следующий год.

### Обвинения в фонограмме
Так как выступления были записанными, страны могли наложить студийную версию песни. После победы Франции, на представительницу Валентину обрушился шквал гневных комментариев с обвинениями в нечестной победе, так как подметили, что на выступление наложена студийная версия песни, в  ответ Валентина лишь сказала, что просто очень хорошо поет. Студийную версию так же наложили на выступления Беларуси и России.

## Другие участники
Чтобы страна имела право на потенциальное участие в конкурсе, она должна быть активным членом EBU.

### Дебют
- Германия — В ноябре 2019 года ЕВС заявил, что делегация немецкого детского вещателя KiKa будет наблюдать и следить за новостями конкурса[12]. 8 июля на официальном сайте Детского Евровидения объявили о дебюте Германии на конкурсе[13].

### Отказ
- Австралия — 15 июля 2020 года австралийская телекомпания SBS объявила, что не будет участвовать в конкурсе 2020 года из-за ограничений и закрытых границ, вызванных пандемией COVID-19[14].
- Албания — 27 июля 2020 года Эфи Джика, представитель Албании на Детском Евровидении-2018 в своём Instagram заявила, что Албания не примет участие в конкурсе 2020 года[15]. 8 сентября 2020 года это заявление было официально подтверждено, так как Албании в конечном списке стран не оказалось[16].
- Армения — Изначально, Армения подтвердила своё участие в конкурсе 2020 года[17], но 5 ноября 2020 года Армения заявила об отказе от участия в конкурсе сославшись на военное положение в стране, ранее объявленное 27 сентября 2020 года в связи с началом Второй Карабахской войны[18].
- Болгария — В декабре 2019 года BNT заявили, что не планируют возвращаться на конкурс, но планирует возвращение в следующем году[19].
- Бельгия — 27 декабря 2019 года VRT объявили, что не будет участвовать в конкурсе 2020 года[20].
- Греция — Несмотря на то, что ERT изначально рассматривала возможность возвращения на Детское Евровидение 2020, 27 июня 2020 года было объявлено, что Греция не будет участвовать в этом году[21].
- Дания — В апреле 2020 года датская телекомпания DR подтвердила, что не вернется на детский конкурс Евровидение в 2020 году. Ян Лагерман Лундме в то время заявил, что не хочет ставить детей на конкурс для взрослых. Дания участвовала с 2003 по 2005 год, и в 2003 году принимала детское Евровидение[22].
- Израиль — Как сообщили в пресс-службе KAN, Израиль не будет участвовать в этом году на Детском Евровидении-2020[23].
- Ирландия — Несмотря на то, что 14 января 2020 года Ирландия подтвердила своё участие в конкурсе 2020 года[24], 4 августа 2020 года было объявлено, что Ирландия не примет участие в конкурсе из-за пандемии COVID-19[25].
- Италия — Rai Gulp ранее в Instagram заявил, что Италия примет участие в конкурсе 2020 года[26]. Однако в июле 2020 года они заявили, что решение насчёт участия в конкурсе ещё не принято[27] В списке участвующих стран Италии не оказалось[16].
- Латвия — 12 июня 2020 года LTV заявили, что не вернутся на Детское Евровидение в 2020 году[28][29].
- Норвегия — 11 июня 2020 года NRK отказались возвращаться на Детское Евровидение в 2020 году[30].
- Португалия — 13 августа 2020 года португальская телерадиокомпания RTP подтвердила свое участие в конкурсе[31], но сделала примечание, что, откажется от участия если не будет элемента соревнования[32]. 11 сентября Португалия объяснила причину своего отказа от участия тем, что вещатель RTP переживает кризис из-за пандемии COVID-19[16].
- Румыния — Интернет-сайт Eurovoix сообщает, что Румыния не возвращается на Детское Евровидение-2020[33].
- Сан-Марино — 17 июня 2020 года SMRTV подтвердил Eurofestivals, что страна не будет присутствовать на детском конкурсе песни Евровидение 2020[34].
- Северная Македония — 27 июля 2020 года македонский вещатель МРТ отказался участвовать в конкурсе 2020 года из-за пандемии COVID-19[35].
- Словения — Интернет-сайт Eurovoix сообщает, что Словения не возвращается на Детское Евровидение-2020[33].
- Уэльс — 14 июля 2020 года вещатель S4C сообщил в Твиттер, что не примет участие на Детском Евровидении-2020 из-за пандемии COVID-19[36].
- Хорватия — 11 июля 2020 года HRT заявил, что не будут участвовать в конкурсе 2020 года[37].
- Швейцария — Германоязычный вещатель SRF заявил, что не вернутся на конкурс в 2020 году[38].

### Несостоявшийся дебют
- Исландия — В июне 2020 года Феликс Бергссон из RÚV подтвердил, что дебют Исландии в этом году не запланирован[39].
- Турция — Телекомпания заявила, что на данный момент TRT не планирует принимать участие в каких-либо конкурсах «Евровидения»[40].
- Шотландия — В июне 2019 года BBC Alba подтвердил, что состоялись переговоры, которые могут обеспечить дебют в 2020 году[41], однако в апреле 2020 года BBC Alba объявила, что не будут дебютировать на конкурсе в 2020 году[42].
- Эстония — ERR подтвердило Eurofestivals, что они не собираются дебютировать на конкурс 2020 года. Источники из сети исключили свое участие в детском конкурсе, и хотя они не назвали никакой причины[43].

## Таблица результатов

### Результаты жюри
| Баллы жюри/онлайн голосование | Баллы жюри/онлайн голосование | Баллы жюри/онлайн голосование | Баллы жюри/онлайн голосование | Баллы жюри/онлайн голосование |
| Место                         | Жюри                          | Баллы                         | Онлайн голосование            | Баллы                         |
| ----------------------------- | ----------------------------- | ----------------------------- | ----------------------------- | ----------------------------- |
| 1                             | Франция                       | 88                            | Франция                       | 112                           |
| 2                             | Казахстан                     | 83                            | Испания                       | 73                            |
| 3                             | Беларусь                      | 73                            | Казахстан                     | 69                            |
| 4                             | Грузия                        | 69                            | Нидерланды                    | 64                            |
| 5                             | Нидерланды                    | 68                            | Беларусь                      | 57                            |
| 6                             | Испания                       | 60                            | Украина                       | 54                            |
| 7                             | Украина                       | 52                            | Сербия                        | 50                            |
| 8                             | Мальта                        | 51                            | Мальта                        | 49                            |
| 9                             | Польша                        | 46                            | Польша                        | 44                            |
| 10                            | Россия                        | 44                            | Россия                        | 44                            |
| 11                            | Сербия                        | 35                            | Грузия                        | 42                            |
| 12                            | Германия                      | 27                            | Германия                      | 39                            |

|              |                    | Results  |           |            |        |          |        |        |        |        |         |         |         |    |    |
| Всего баллов | Онлайн голосование | Германия | Казахстан | Нидерланды | Сербия | Беларусь | Польша | Грузия | Мальта | Россия | Испания | Украина | Франция |    |    |
| Участники    | Германия           | 66       | 39        |            | 5      |          | 2      | 3      | 2      | 2      | 5       |         |         | 2  | 6  |
| Участники    | Казахстан          | 152      | 69        | 3          |        | 8        | 10     | 10     | 3      | 12     | 10      | 12      | 4       | 7  | 4  |
| Участники    | Нидерланды         | 132      | 64        | 12         | 7      |          | 4      | 5      | 8      | 6      | 6       | 2       | 10      | 5  | 3  |
| Участники    | Сербия             | 85       | 50        |            | 3      | 4        |        | 4      |        | 5      | 2       | 3       | 1       | 1  | 12 |
| Участники    | Беларусь           | 130      | 57        | 7          | 12     | 1        | 12     |        | 12     | 3      | 7       | 6       | 5       | 6  | 2  |
| Участники    | Польша             | 90       | 44        | 2          | 6      | 5        | 8      | 2      |        | 8      | 8       | 4       | 2       |    | 1  |
| Участники    | Грузия             | 111      | 42        | 5          | 10     | 6        | 5      | 1      | 5      |        | 1       | 7       | 12      | 12 | 5  |
| Участники    | Мальта             | 100      | 49        | 1          |        | 7        | 1      | 6      | 6      | 10     |         | 1       | 7       | 4  | 8  |
| Участники    | Россия             | 88       | 44        | 6          | 4      | 3        |        | 8      | 4      |        | 3       |         | 3       | 3  | 10 |
| Участники    | Испания            | 133      | 73        | 10         | 2      | 10       | 6      | 7      | 7      | 1      | 4       | 5       |         | 8  |    |
| Участники    | Украина            | 106      | 54        | 4          | 1      | 2        | 3      |        | 10     | 7      |         | 10      | 8       |    | 7  |
| Участники    | Франция            | 200      | 112       | 8          | 8      | 12       | 7      | 12     | 1      | 4      | 12      | 8       | 6       | 10 |    |

#### 12 баллов
| N. | Участник   | Страна, давшая 12 баллов |
| -- | ---------- | ------------------------ |
| 3  | Беларусь   | Казахстан                |
| 3  | Беларусь   | Польша                   |
| 3  | Беларусь   | Сербия                   |
| 3  | Франция    | Беларусь                 |
| 3  | Франция    | Мальта                   |
| 3  | Франция    | Нидерланды               |
| 2  | Грузия     | Испания                  |
| 2  | Грузия     | Украина                  |
| 2  | Казахстан  | Грузия                   |
| 2  | Казахстан  | Россия                   |
| 1  | Нидерланды | Германия                 |
| 1  | Сербия     | Франция                  |

### Онлайн-голосование
Всего за период голосования было получено более 4,5 млн голосов.
| Результаты онлайн-голосования | Результаты онлайн-голосования | Результаты онлайн-голосования |
| Участник                      | Количество голосов            | Баллы                         |
| ----------------------------- | ----------------------------- | ----------------------------- |
| Франция                       | ~723,099                      | 112                           |
| Испания                       | ~471,306                      | 73                            |
| Казахстан                     | ~445,481                      | 69                            |
| Нидерланды                    | ~413,199                      | 64                            |
| Беларусь                      | ~368,006                      | 57                            |
| Украина                       | ~348,637                      | 54                            |
| Сербия                        | ~322,812                      | 50                            |
| Мальта                        | ~316,356                      | 49                            |
| Польша                        | ~284,075                      | 44                            |
| Россия                        | ~284,075                      | 44                            |
| Грузия                        | ~271,162                      | 42                            |
| Германия                      | ~251,793                      | 39                            |
| Всего                         | ~4,500,000                    | 697                           |

## Национальные отборы
| Страна     | Национальный отбор                                                                          | Дата проведения  | Победитель          |
| ---------- | ------------------------------------------------------------------------------------------- | ---------------- | ------------------- |
| Германия   | «Dein Song für Warschau»                                                                    | 2 сентября 2020  | Сьюзан              |
| Грузия     | «Ranina 2020»                                                                               | 13 ноября 2020   | Сандра Гаделия      |
| Казахстан  | «Балалар Еурокөрінісі 2020» ән байқауына ұлттық іріктеу"                                    | 26 сентября 2020 | Каракат Башанова    |
| Мальта     | «MJESC 2020»                                                                                | 1 октября 2020   | Шанэль Монсенюр     |
| Нидерланды | «Junior Songfestival 2020»                                                                  | 26 сентября 2020 | UNITY               |
| Польша     | «Szansa na Sukces Junior 2020»                                                              | 27 сентября 2020 | Ала Трац            |
| Россия     | "Российский национальный отборочный тур Международного конкурса детской песни «Евровидение» | 25 сентября 2020 | София Феськова      |
| Украина    | «Дитяче Євробачення-2020. Національний відбір»                                              | 12 сентября 2020 | Олександр Балабанов |

## Глашатаи
- Беларусь — Ксения Галецкая[57]
- Германия — Оливия
- Грузия — Марита Кхведелидзе[58]
- Испания — Мелани Гарсиа[59] (Представительница Испании на «Детском Евровидении — 2019»)
- Казахстан — Сания Жолжаксинова[60]
- Мальта — Лия Мифсуд
- Нидерланды — Робин де Хаас[61]
- Польша — Марианна Джозефина Пятковска[62]
- Россия — Микелла Абрамова[63]
- Сербия — Дарья Врачевич[64] (Представительница Сербии на «Детском Евровидении — 2019»)
- Украина — София Иванько[65] (Представительница Украины на «Детском Евровидении — 2019»)
- Франция — Натан Лафас

## Комментаторы

### Участвующие страны
- Беларусь — Павел Лазовик (Беларусь 1, Беларусь 24)[57][66]
- Германия — Бургер Ларс Дитрих (KiKa)[67][68]
- Грузия — Хелен Каландадзе (1TV)[69]
- Испания — Тони Агуилар, Ева Мора и Виктор Эскудеро (La 1, TVE Internacional)[70][71]
- Казахстан — Калдыбек Жайсанбай, Махаббат Эсен (Хабар)[72]
- Мальта — неизвестно (TVM)[73]
- Нидерланды — Ян Смит (NPO Zapp)[74][75]
- Польша — Артур Ожех (TVP1, TVP ABC, TVP Sport, TVP Polonia)[76][77][78]
- Россия — Антон Зорькин и Хрюша (Елена Ломтева) (Карусель)[79]
- Сербия — Тияна Лукич (RTS2)[80]
- Украина — Тимур Мирошниченко (UA:Перший, UA:Культура)[81]
- Франция — Стефан Берн и Карла Лаззари (France 2)[82][83]

### Неучаствующие страны
- Великобритания — Эван Спэнс, Элли Чалкли (Radio Six International)[84]
- Литва — Артур Ожех (TVP Wilno)[78][85]
- Новая Зеландия — неизвестно (World FM)[84]
- Северная Македония — Эли Танасковска (МРТ)[86]